# Fred Kelly
Frederick Warren "Fred" Kelly (Beaumont, Califòrnia, 12 de setembre de 1891 – Medford, Oregon, 7 de maig de 1974) va ser un atleta estatunidenc que va competir a començaments del segle xx.
Nascut a Beaumont, Califòrnia, Fred Kelly estudià a l'Orange High School i era estudiant de primer a la University of Southern California quan fou seleccionat per prendre part en els Jocs Olímpics de 1912. A Estocolm Kelly va guanyar la medalla d'or en els 110 metres tanques del programa d'atletisme, en superar a la final a James Wendell i Martin Hawkins. En aquests mateixos Jocs va prendre part en la competició de beisbol, esport que en aquella edició fou de demostració.
Kelly guanyà el campionat de 120 iardes tanques de l'AAU el 1913 i segon el 1916 i 1919. El 1915 també havia guanyat el campionat de l'AAU, però fou desqualificat per tirar quatre tanques.
Fou un dels pioners de l'aviació comercial. Entre 1925 i 1946 treballà a la companyia d'aviació Western Air Express.
Morí als 82 anys a Medford, Oregon.